# Véretz
Véretz – miejscowość i gmina we Francji, w Regionie Centralnym, w departamencie Indre i Loara.
Według danych na rok 1990 gminę zamieszkiwało 2709 osób, a gęstość zaludnienia wynosiła 195 osób/km² (wśród 1842 gmin Regionu Centralnego Véretz plasuje się na 130 miejscu pod względem liczby ludności, natomiast pod względem powierzchni na miejscu 943).